# Marianne Thornton
Marianne Thornton (* 1797; † 1887) war eine englische Bürgerrechtlerin, die sich für die Abschaffung der Sklaverei einsetzte.
Marianne Thornton war das älteste von neun Kindern des englischen Philanthropen, Ökonomen und Abolitionisten Henry Thornton (1760–1815) und dessen Frau Marianne Sykes († 1815). Der Vater gehörte neben William Wilberforce zu den Clapham Saints, einer einflussreichen Gruppe von Mitgliedern der Church of England. Nach dem frühen Tod der Eltern wuchsen sie und ihre Geschwister bei dem Politiker Sir Robert Inglis auf, einem Freund der Familie. Sie verbrachte den größten Teil ihres langen Lebens in Clapham und gehörte zu den Blaustrümpfen.
Marianne Thornton war das Oberhaupt der Thornton-Familie. Sie war die Großtante von E. M. Forster, dem sie nach ihrem Tod die Summe von £ 8.000 als Vermächtnis in Trust vererbte. Forster veröffentlichte über sie 1956 eine ausführliche Biografie. Durch die Veröffentlichung von Forster wurde sie überregional bekannt.
Ihre Eltern wurden zu Personen in dem Spielfilm Amazing Grace (deutscher Filmtitel: Der Mann, der die Welt veränderte). Dieser bezieht sich auf das gleichnamige Gedicht des früheren Sklavenhändlers und Gründers der Clapham Saints John Newton.